# Hvert syvende sekund
Hvert syvende sekund er en dansk dokumentarfilm fra 1948, der er instrueret af Hagen Hasselbalch og Søren Melson efter manuskript af førstnævnte.

## Handling
En appel om at støtte FN-indsamlingen til bekæmpelse af tuberkulose i det krigshærgede Europa. Hvert syvende sekund dør der verden over et menneske af tuberkulose.